# Kapitolinische Trias

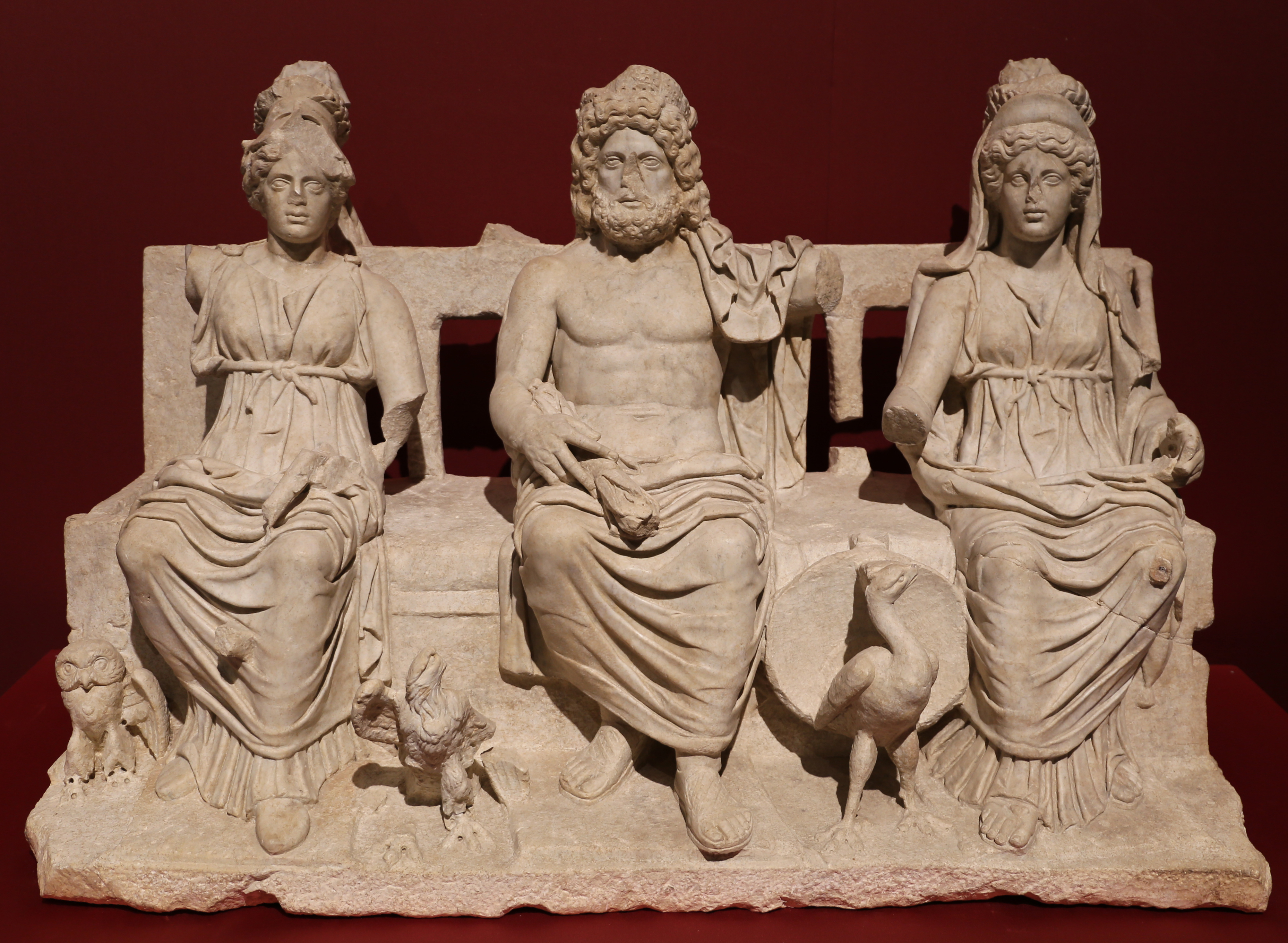
Kapitolinische Trias (Palestrina)

Die Kapitolinische Trias bezeichnet die Dreiheit der römischen Götter Jupiter, Juno und Minerva, der bedeutendsten Gottheiten der Römer. 
Ein Heiligtum dieser Trias wird als Capitolium bezeichnet.
In einem solchen Tempel waren drei Räume (cellae) jeweils einer der drei Gottheiten zugeordnet und mit einem entsprechenden Kultbild versehen.
Solche Heiligtümer existierten in mehreren Städten des römischen Reiches.
Das wichtigste und eigentliche Capitolium befand sich auf dem Kapitolshügel von Rom.
Vor der Kapitolinischen Trias war vermutlich eine Dreiheit aus Jupiter, Mars und Quirinus, die sogenannte Archaische Trias, verehrt worden.
Außerdem gab es als Entsprechung der Kapitolinischen Trias, deren Kult von patrizischen Priestern dominiert wurde, die Aventinische Trias, bestehend aus Ceres, Liber und Libera, in deren Kult und Verehrung die Plebejer dominierten.